# Allium kirilovii
Allium kirilovii — вид рослин з родини амарилісових (Amaryllidaceae); поширений у центральній Азії.

## Опис
Стебла від двох до шести, іноді в пучках 15–20 стебел, заввишки 20–37 см, діаметром 1–2 мм, циліндричні. Листків (2)3–6, ниткоподібні, завширшки 1.0–1.2(1.5) мм. Зонтик компактний, майже круглої форми, діаметром 20–27 мм; кількість квітів (15)20–40(70). Оцвітина чашоподібна; сегменти оцвітини трохи нерівні, (4.0)4.1–4.4(4.5) × 1.5–2.0 мм, білі з пурпуровою (або зеленуватою?) жилкою. Пиляки довжиною 0.9 мм, від світло-коричневого до темно-коричневого забарвлення.
Період цвітіння: червень — серпень.

## Поширення
Поширення: Казахстан, Китай — Сіньцзян.
Зростає на скелях і кам'янистих землях (наприклад, серед ялівцю).